# 3517 Tatianicheva
A 3517 Tatianicheva (ideiglenes jelöléssel 1976 SE1) a Naprendszer kisbolygóövében található aszteroida. Nyikolaj Sztyepanovics Csernih fedezte fel 1976. szeptember 24-én.